# Lemahabang Kulon
Lemahabang Kulon is een bestuurslaag in het regentschap Cirebon van de provincie West-Java, Indonesië. Lemahabang Kulon telt 4163 inwoners (volkstelling 2010).